# Mozilla Firefox
Mozilla Firefox (o simplemente Firefox) es un navegador web libre y de código abierto desarrollado para distintas plataformas, está coordinado por la Corporación Mozilla y la Fundación Mozilla. Usa el motor Gecko para renderizar páginas web, el cual implementa actuales y futuros estándares web.

## Historia
Firefox comenzó como una rama experimental del proyecto Mozilla a cargo de Dave Hyatt, Joe Hewitt y Blake Ross. En su opinión, las exigencias comerciales del patrocinio de Netscape y el gran número de características de Mozilla Application Suite comprometían la utilidad de este. Para combatir lo que ellos denominaban inflada Mozilla Application Suite, crearon un navegador independiente con la intención de reemplazarla. El 3 de abril de 2003, la Fundación Mozilla anuncia que centraría sus esfuerzos en Firefox y Thunderbird.
El navegador cambió varias veces de nombre. Originalmente fue llamado Phoenix (en referencia al mítico pájaro fénix que renace de sus cenizas, simbolizando el resurgir de Netscape), pero por razones legales, debió ser cambiado al estar ya registrado por el desarrollador de BIOS Phoenix Technologies. El nombre elegido fue «Firebird» (Pájaro de Fuego), lo que provocó una polémica por parte de la base de datos Firebird. Sin embargo, la presión constante de la comunidad forzó a que, tras considerar otros nombres como «Firebird Browser» y «Mozilla Firebird», el 9 de febrero de 2004 se rebautizara finalmente como Mozilla Firefox, a menudo referido simplemente como «Firefox» y abreviado como «Fx» o «fx», o más común como «FF». Este nombre se eligió por su semejanza con Firebird y por ser único en la industria informática. Para garantizar la estabilidad del nuevo nombre, la Fundación Mozilla empezó en diciembre de 2003 el procedimiento para registrarse como marca depositada en Estados Unidos.

## Características
Firefox está desarrollado para las plataformas Linux, Android, iOS, macOS y Microsoft Windows. Entre sus características incluyen la tradicional navegación por pestañas, corrector ortográfico (que puede ser incluido vía Mozilla Addons - Complementos de Mozilla), búsqueda progresiva, marcadores dinámicos, un administrador de descargas, lector RSS, navegación privada, navegación con georreferenciación, aceleración mediante GPU, e integración del motor de búsqueda que desee el usuario. Además, se puede instalar tanto sin conexión como también en línea desde la página web, este último es utilizado para descargar los componentes de segundo plano, ideal para equipos con conexiones mínimas.
Como elemento representativo, se pueden añadir funciones a través de complementos, uno de cuyos tipos son las extensiones, desarrollados por la propia Mozilla o por terceros aficionados y comerciales. Su uso significativo de usuario se debe a su amplia variedad de usos a través de la comunidad Mozilla Addons, lo que según algunos estudios lo convierte en el navegador más personalizable y seguro del momento. En el repertorio, los usuarios pueden personalizar el navegador con las extensiones (archivos que se ejecutan con la extensión XPI) y temas (extensiones con capacidad para cambiar la interfaz como fue el caso de las llamadas Personas). En total, el sitio addons.mozilla.org posee más de 6000 extensiones a partir de junio de 2009; entre los más conocidos se encuentra Adblock Plus que en 10 años de desarrollo alcanzó las 100 millones de descargas.
Adicionalmente, Firefox incluye otros componentes que son opcionales. Cuando sucede un cuelgue inesperado, los usuarios pueden realizar un informe de fallo, con la información técnica del sistema. Además, Mozilla puede estudiar el rendimiento del navegador mediante estadísticas asignadas una dirección IP bajo el programa telemetry, disponible desde la versión 7.0. Para los desarrolladores web posee un repertorio de herramientas incorporadas, como la Consola de errores, Scratchpad (para probar código JavaScript), editor HTML, el Inspector DOM, o incluyendo extensiones como Firebug. Por último, los usuarios pueden sincronizar los marcadores y el historial entre ordenadores o móviles mediante Firefox Sync a los servidores de Mozilla o de un servidor privado. A partir de la versión 70, el navegador incorpora el gestor de contraseñas Firefox Lockwise, que permite administrar y sincronizar las credenciales de páginas web entre las distintas instalaciones de Firefox.

### Interfaz

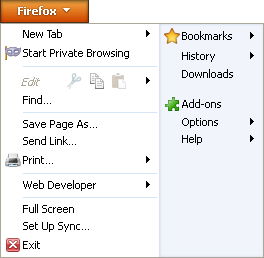
El menú «Firefox» es uno de los grandes cambios realizado en la versión 4. En la imagen se ve las opciones desplegadas en inglés.

Firefox está basado en la interfaz Starta diseñada por el contribuidor Stephen Horlander. Un rediseño mejorado fue propuesto para la versión 3.7 (año 2009), previo a la futura 4 (2011), y que mantuvo intacto por más de tres años, en especial para Windows. El enfoque consiste en un menú unificado (no disponible en OS X) con las pestañas de navegación hacia arriba, y la barra de direcciones con los botones de acción debajo. Con ella, es posible personalizar mediante temas. Cada tema puede decorar de fondo (un papel tapiz de hojas o de paisajes) o cambiar drásticamente al navegador.
Mozilla planteó un proyecto para el rediseño de la interfaz: el proyecto “Australis”; tomando un diseño similar al de Google Chrome, con pestañas “redondeadas”; la forma en la que están acomodados los íconos se puede personalizar haciendo clic en el botón personalizar. Inicialmente se aplicó a la aplicación para móviles, y fue postergado para el escritorio varias veces pero se lanzó para la versión 29.
En 2016, Mozilla comenzó el desarrollo del estilo de interfaz «Photon». Según Mozilla la nueva interfaz serviría para la simplificación de menús y del aspecto gráfico. Además, este diseño menos cargado sería una manera de reducir el consumo de recursos del sistema. Finalmente, este diseño salió a la luz en noviembre de 2017, con la versión 57 del navegador (Firefox Quantum).

### Estándares web

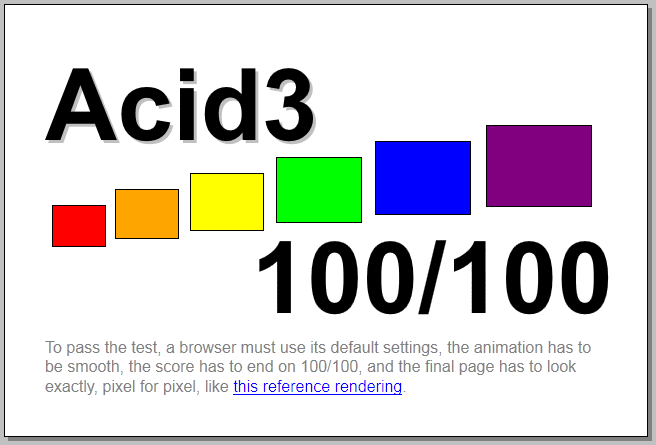
Resultado de la prueba Acid3 en Firefox 4. Acid3 prueba la compatibilidad con estándares web como los lenguajes Document Object Model (DOM) y JavaScript, además de SVG y CSS3.

Es compatible con varios lenguajes web, incluyendo HTML, XML, XHTML, SVG 1.1 (parcial), CSS 1, 2 y 3, ECMAScript (JavaScript), DOM, MathML, DTD, XSLT, XPath, e imágenes PNG con transparencia alfa. También incorpora las normas propuestas por el WHATWG, y es compatible con el elemento HTML Canvas.
En cuestión al cumplimiento de estándares web, pasa satisfactoriamente la prueba de Acid2 a partir de la versión 3.0. Sin embargo, las ramas de versiones 3.x no pasaban completamente la prueba de Acid3, pues obtienen un puntaje de 93/100 en Firefox 3.5 y un puntaje de 94/100 en la versión 3.6. Desde Mozilla se hicieron declaraciones en la que enfatizaban que su objetivo no era el que Firefox aprobara Acid3 totalmente, ya que creían que las partes de la prueba concernientes al estándar de tipografías SVG eran "obsoletas e irrelevantes" debido a que la nueva especificación propuesta WOFF también era ampliamente acogida por otros de los desarrolladores de navegadores más importantes. Ya que las pruebas de tipografías SVG fueron eliminadas de Acid3 en septiembre de 2011, Firefox 4 y versiones más recientes, obtienen un puntaje de 100/100.

### Seguridad
Implementa el sistema SSL/TLS para proteger la comunicación con los servidores web, utilizando fuerte criptografía cuando se utiliza el protocolo https. También soporta tarjetas inteligentes para fines de autenticación. Cuenta con una protección antiphishing, antimalware e integración con el antivirus.
También y como medida prudencial que ha causado controversia, no incluye compatibilidad con los sistemas ActiveX, debido a la decisión de la Fundación Mozilla de no incluirlo por tener vulnerabilidades de seguridad.

### Localizaciones
Es el navegador web más localizado hasta la fecha, cubriendo el 97 % de la población con conexión a internet. El primer lanzamiento oficial en noviembre de 2011 fue distribuido en 28 diferentes idiomas, incluyendo inglés británico/inglés estadounidense, Español de España/Español rioplatense y chino en caracteres chinos tradicionales/caracteres chinos simplificados. Las versiones actuales con soporte 10.0.7 y 15.0.1 están disponibles para 85 variantes regionales (77 idiomas)

## Licencias
El código fuente de Firefox es libre y abierto, y es distribuido bajo triple licencia; Licencia Pública de Mozilla (MPL), Licencia pública general de GNU (GPL), o la Licencia pública general reducida de GNU (LGPL). Estas licencias permiten a cualquiera ver, modificar o redistribuir el código fuente, y son varias las aplicaciones que se conocen hacen uso: por ejemplo Flock, Miro, GNU IceCat y Songbird están hechos a partir del código de Firefox. Aproximadamente el 40 % del código de Firefox está escrito por voluntarios.
En el pasado el navegador solo estuvo licenciado bajo la MPL, y fue criticado por la Free Software Foundation (FSF) por ser «copyleft débil»; la licencia permite, de forma limitada, derivar en una obra propietaria. Además, el código bajo la licencia MPL no puede ser vinculado junto a código licenciado con la GPL o LGPL, pues estas no lo permiten. Debido a esto, Mozilla relicenció Firefox bajo el esquema de triple licencia MPL, GPL o LGPL. Desde entonces, los desarrolladores tienen la libertad de elegir bajo qué licencia quieren recibir el código, según el uso que le quieran dar: GPL o LGPL vincula y deriva en obras cuando se elige una de estas licencias, o usar MPL (que incluye la posibilidad de derivar en una obra propietaria).

### Marca e identidad visual

Logo usado por Iceweasel

Uno de los cambios más visibles de Firefox respecto a sus versiones de desarrollo es su identidad visual. El lanzamiento de Firefox 0.8 en febrero de 2004 introdujo una nueva imagen, incluyendo nuevos iconos. El icono para Firefox 0.8 y posteriores fue diseñado por Jon Hicks.

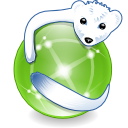
Logo de Iceweasel en Windows

Pese a que el nombre Firefox hace referencia al panda rojo, el diseño del logotipo es un zorro rojo basado en una pieza artística de la biblia infantil de Daniel Burka, como se describe en el blog de Jon Hicks, diseñador del logotipo, y se demuestra en el sumario creativo de Álex Faaborg, diseñador principal de Firefox.
El logo actual corresponde a una actualización del original en junio de 2009 y se publicó con la primera Release Candidate de Firefox 3.5. Fue diseñado por Anthony Piraino de Iconfactory, basados en bocetos de Jon Hicks y Stephen Horlander. A diferencia las ediciones anteriores, comparte las mismas licencias que el software (MPL 1.1/GPL 2.0/LGPL 2.1), por lo que puede redistribuirse libremente. Con el lanzamiento de Firefox OS en el 2013, el logo sufrió un leve cambio para enfatizar su minimalismo por el diseñador Sean Martell.
Antes de Firefox 3.5, las ilustraciones no eran de licencia libre; por ello, los distribuidores de software que distribuían versiones parcheadas o modificadas de Firefox no podían usar el icono, pero por la filosofía del software libre la Fundación Mozilla no entabló acciones legales con quienes usaron la imagen de Firefox en programas que utilizaran su código, en especial, si añadieron alguna mejora como Firefox Portable.
Sin embargo, en octubre de 2006 hubo una polémica entre la Fundación Mozilla y el Proyecto Debian por una cuestión del logotipo y la marca registrada de Firefox. El logotipo de Firefox, al no disponer de una licencia libre como el código fuente del resto del producto, contraviene las directrices de software libre de Debian. Para solucionar este problema, Debian había cambiado el logotipo por otro en el que solo se mostraba un globo terráqueo. La Fundación Mozilla comentó que «el uso del nombre Firefox era inseparable de su logo oficial», de manera que al final el Proyecto Debian decidió llamar al navegador Iceweasel, un derivado de Firefox.

## Publicidad
La rápida adopción de Firefox, con más de 100 millones de descargas el primer año, fue aparentemente acelerada en parte por una serie de campañas agresivas de marketing desde 2004. Por ejemplo, Blake Ross y Asa Dotzler organizaron una serie de eventos apodados marketing week.
El 12 de septiembre de 2004, un portal de marketing apodado Spread Firefox (SFX), debutó junto con la primera liberación de Firefox, creando un espacio centralizado de discusión de varias técnicas de marketing. El portal elevó el botón Get Firefox (Obtén Firefox), dando a los usuarios puntos de referencia como un incentivo. La página se situó en el top 250 de referencias. Tiempo después, el equipo SFX o los miembros iniciaron eventos organizados de marketing en la página Spread Firefox.
Tal es la admiración que despierta el navegador Firefox que ciertos miembros han colaborado de maneras poco ortodoxas a la difusión del proyecto, por ejemplo:
- El círculo de pasto que apareció en los campos de Amity, similar a los círculos de los campos ingleses con el logotipo del navegador Firefox organizado por estudiantes de la Universidad de Oregón. Llevó alrededor de dos semanas planearlo y 24 horas realizarlo.[63]
- Los mismos estudiantes también hicieron un mural del logotipo de Firefox para celebrar las 50 millones de descargas. Originalmente iba a hacerse de tiza pero, por el tamaño del proyecto y el presupuesto con que contaban, cambiaron los planes y se realizó con una mezcla de fécula de maíz, colorante para alimentos, saborizante para agua en polvo y agua.[64]
- Para celebrar las 100 millones de descargas, lanzaron un globo meteorológico.[65]
- Algunos de los seguidores de Firefox se hicieron una tarjeta de crédito personalizada, con el logotipo del navegador en ella.[66]
- Se convocó a los usuarios de Firefox a batir una marca mundial de descargas del navegador en su versión 3,[67] lo cual estableció el récord Guinness al software más descargado en 24 horas, el llamado Download Day.

## Recepción

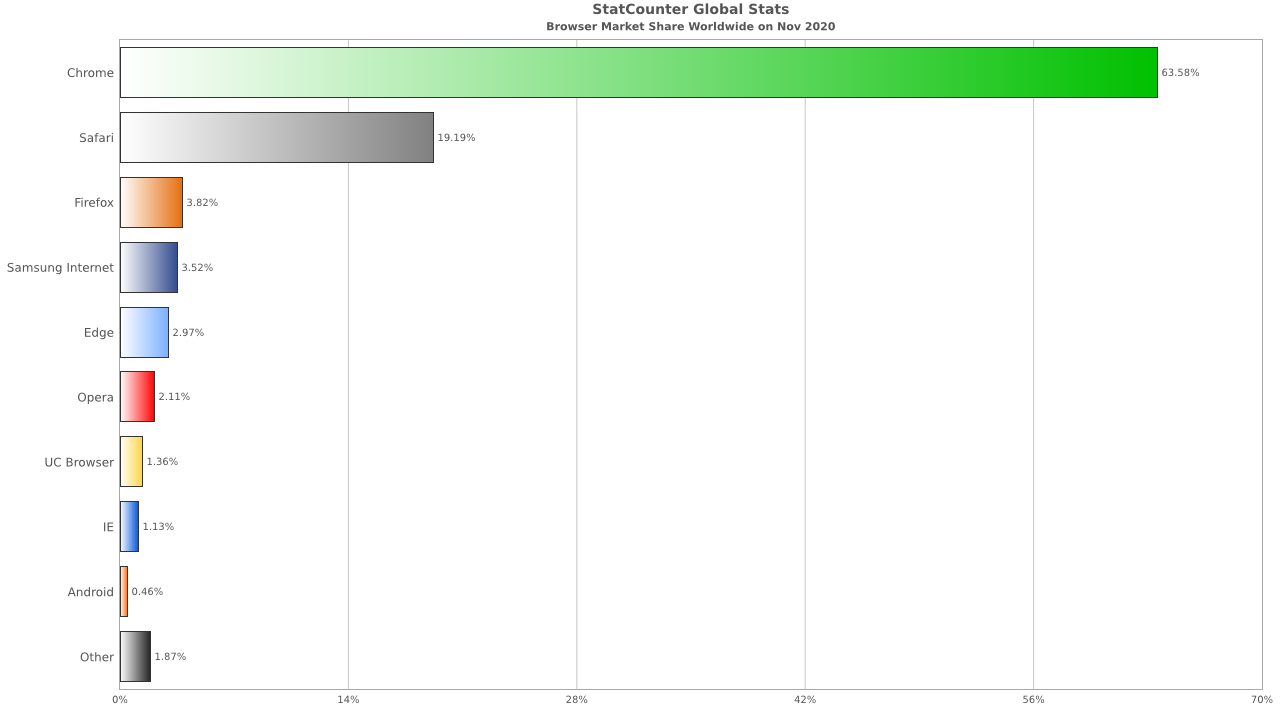
Cuota de uso de navegadores web en noviembre de 2020 según StatCounter.

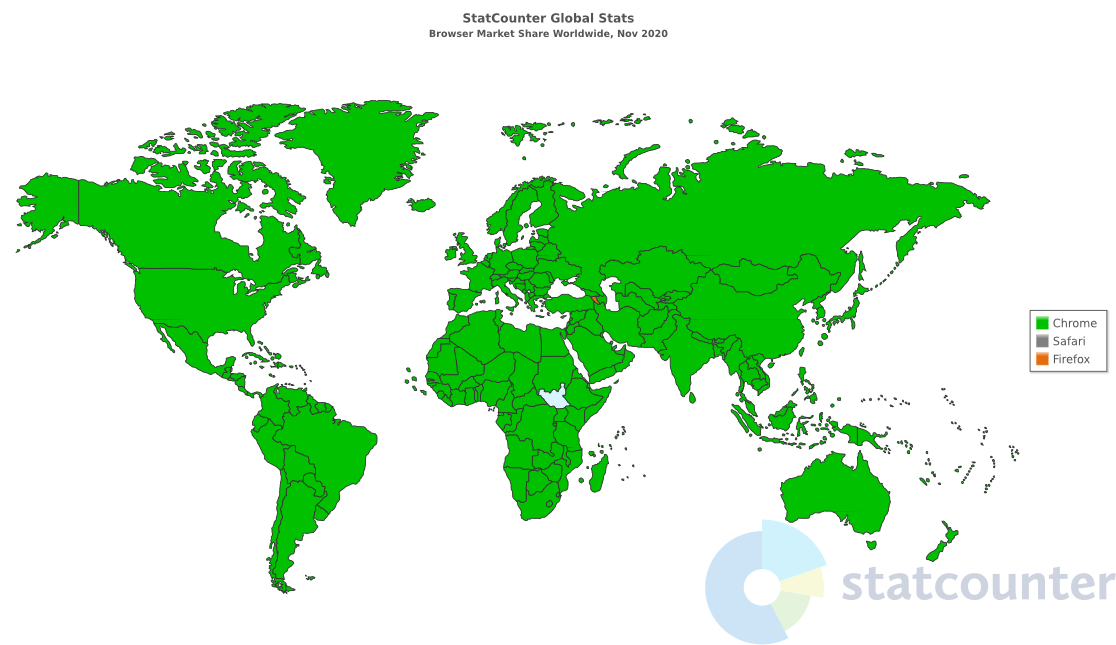
Navegadores web más utilizados por país según StatCounter en noviembre de 2020.

Cuota de uso de navegadores web según StatCounter.

Firefox es el tercer navegador más usado en el mundo con aproximadamente el 3,82 % de la cuota de mercado de navegadores web en noviembre de 2020, y también el segundo más usado en Europa. Estadísticas de los 5 navegadores más usados en noviembre de 2020.
Las descargas han continuado incrementándose desde que Firefox 1.0 fuera publicado el 9 de noviembre de 2004, y para el 31 de julio de 2009, Firefox fue descargado más de mil millones de veces. Esta cifra no incluye las descargas mediante actualización o aquellas desde páginas de terceros. Según Mozilla, Firefox posee más de 350 millones de usuarios a marzo de 2010, 400 millones en noviembre de 2010 y 450 millones en junio de 2011.
A pesar del dominio de Internet Explorer en el mercado de los navegadores, algunos internautas adoptaron Firefox rápidamente. Para diciembre de 2007 suponía el 28 % de la cuota de navegadores web en Europa; en Finlandia, llegaba hasta un máximo del 45,4 %.
Según Market Share, en abril de 2009 Firefox alcanzó un porcentaje de uso del 22,48 % en el mercado global de navegadores web. Para w3schools, Firefox comenzó a ser el navegador más utilizado en enero de 2009 y, en julio de dicho año, contaba con un 47,9 % de uso.
En julio de 2010, se pidió a todos los empleados de IBM (alrededor de 400 000) que usasen Firefox como navegador predeterminado.
A causa de la vigilacia mundial ocurrida en el mundo, el director de operaciones de la red Tor Andrew Lewman está en negociaciones con la corporación Mozilla para integrarlo directamente al navegador, sin tener conocimientos previos del usuario. A través de un botón, se simplifica el procedimiento de acceder a páginas web; descartando la idea de ejecutar un navegador preinstalado. El antes CEO Brendan Eich confirmó su adopción y futuro mantenimiento.

### Rendimiento
En la versión de Firefox 1.5 se notó un gran consumo de memoria por parte del mismo. Los desarrolladores de Mozilla dicen que la mayor utilización de la memoria de Firefox 1.5 fue parcialmente debida a la nueva característica FastBack. Otras causas conocidas del problema del uso de memoria fueron el mal funcionamiento de extensiones, como la barra Google y algunas versiones antiguas de Adblock. Comparando el uso de memoria de Firefox 2, Opera 9 e Internet Explorer 7, Firefox 2 utiliza más memoria que los otros dos navegadores. Sin embargo, Firefox 3 utiliza menos memoria que Internet Explorer, Opera, Safari y Firefox 2 en los estudios realizados por Mozilla, CyberNet y The Browser World.
Lifehacker comparó el rendimiento de Firefox 3.5, Firefox 3.6, Google Chrome 4 (versiones estables y de desarrollo), Safari 4 y Opera (10.1 y 10.5 estables versiones pre-alfa). Después de varias pruebas de JavaScript, se llegó a la conclusión de que Firefox 3.6 fue el más eficiente con el uso de memoria seguido de Firefox 3.5. Ambos fueron ubicados en el quinto y sexto puesto respectivamente.
A finales de marzo de 2011, las versiones Firefox 4, Chrome 10, Internet Explorer 9 (32 y 64 bits), Opera 11.01 y Safari 5.0.4 fueron comparadas en cuatro pruebas diferentes para medir su velocidad en procesar código JavaScript: los resultados apuntan que el navegador de Google es el más rápido aunque la ventaja con el resto de navegadores disminuye. Firefox 4 aumenta hasta seis veces su velocidad respecto la versión anterior. La versión de 64 bits de IE9 obtiene los peores resultados con diferencia, contrario a la versión de 32 bits que se muestra muy rápida en las pruebas.
En junio de 2013, el portal web Tom's Hardware, que se especializa en benchmarks y pruebas de rendimiento, realizó pruebas con de las actualizaciones de Firefox 22, Chrome 27, Internet Explorer 10, Opera 12 y su sucesor en desarrollo Opera 15. En el análisis realizado en una computadora de 64 bits con Windows 8, se notó el super avance del navegador Firefox respecto a las ediciones pasadas; lo que después de meses superó en un pequeño margen a Chrome para poseer el primer puesto. En el tercero, cuarto y quinto se encuentran Opera Next, IE (versión escritorio) y la actualización estable de Opera respectivamente.
En 2014, una prueba benchmark WebGL para la tecnología de renderizado Unity probada en una MacBook Pro con procesador Intel i7 Ivy Bridge a 2,6 GHz, bajo el sistema operativo OS X Yosemite (10.10), corona como ganador a Firefox 32 frente a Chrome 37 y Safari 8. La principal consideración está en el desarrollo de asm.js, que permite enganchar el JavaScript sin quitar la eficiencia del navegador. Aun así, el motor compilado nativamente en OS X obtiene una mayor puntuación, algunas secciones va más allá de lo que harían Firefox y Chrome juntos.

### Adopción en el mercado
La primera versión fue descargada un millón de veces durante las primeras 24 horas tras su publicación el 10 de noviembre de 2004. Para el 19 de octubre de 2005, 334 días después, alcanzó la cifra de 100 millones. El 29 de noviembre de 2005 la versión 1.5 alcanzó 2 millones de descargas durante sus dos primeros días, y superó las 150 millones de descargas 97 días después. La segunda versión del navegador, publicada el 25 de octubre de 2006, obtuvo 2 millones de descargas el primer día, cifra ampliamente superada por la tercera versión, con 8 millones de descargas las primeras 24 horas, consiguiendo el récord Guinnes al software más descargado. En sus primeros 15 días desde el 17 de junio de 2008, alcanzó 28 millones de descargas. Para el 22 de marzo de 2011 se publicaría la cuarta versión del navegador. Alcanzó 7,1 millones de descargas el primer día, los 100 millones en 32 días y superó los 200 millones 76 días después del lanzamiento.
Cada descarga no equivale a un usuario, ya que una sola puede ser compartida por varios usuarios o un único usuario puede realizar varias. Tampoco muestran las que hayan sido descargadas mediante terceros.

### Adopción institucional

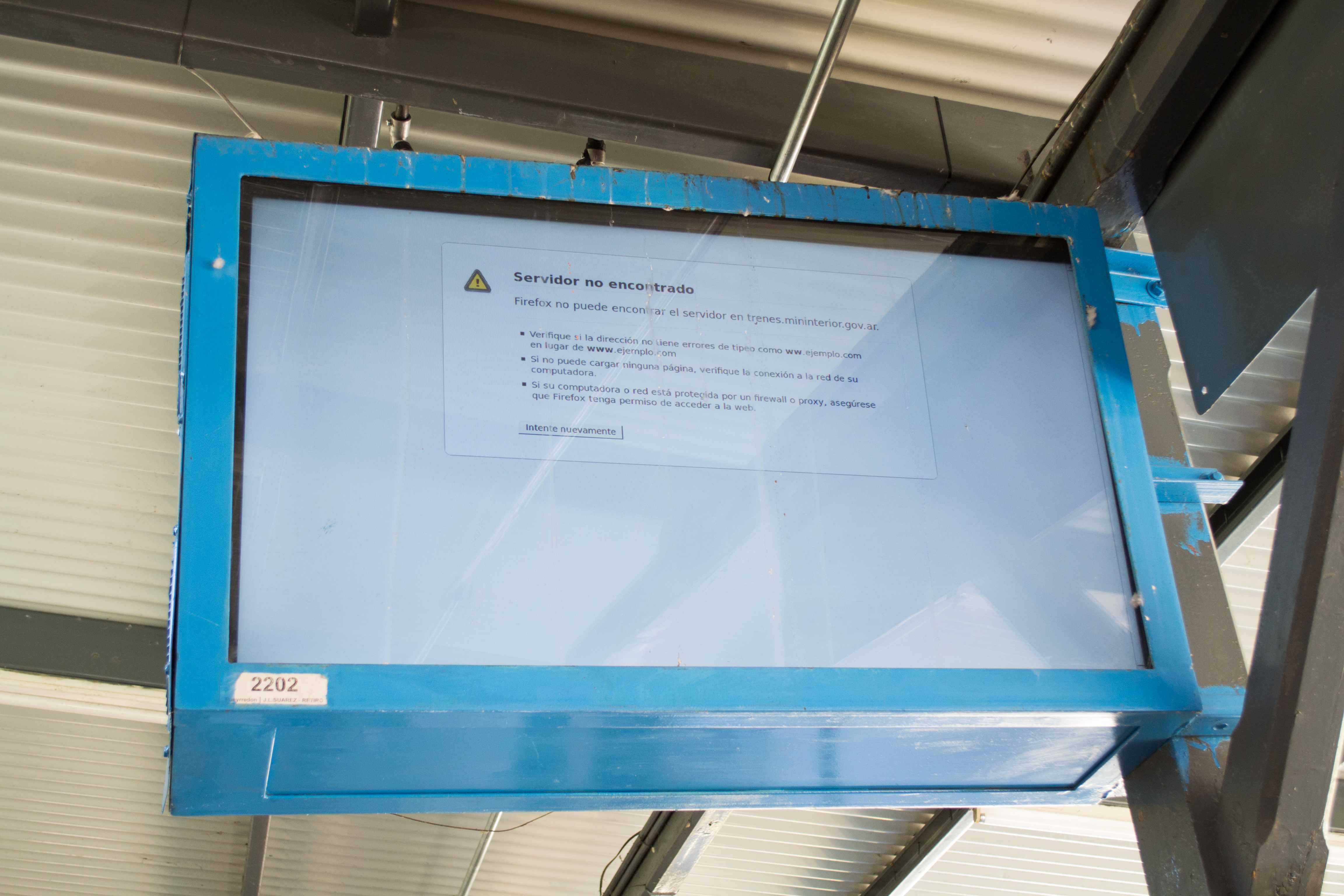
Firefox es utilizado en sistemas de información al pasajero de los ferrocarriles argentinos.

Durante la conferencia FOSDEM 2005, Tristan Nitot, el presidente de Mozilla Europe, dijo:

Conozco a unas cuantas compañías que han migrado a Firefox, o al cliente de correo Thunderbird. Esas compañías no revelaron la migración por la importancia de no dañar las relaciones con Microsoft. Pudiendo esto incrementar las licencias de Microsoft Office.

Algunas universidades incluyeron a Firefox y Thunderbird en las computadoras de los laboratorios y en las de los estudiantes, estas son:
- Universidad de Chicago.[102]
- Universidad Yale.
- Boston College.
- Virginia Commonwealth University.
- Kansas State University.
- Universidad de Nuevo México y Elmira College.
- Universidad de El Salvador
- Rutgers University y la Penn State University.
- Escuela Superior de Ingeniería Informática de Orense.
- Universidad Bolivariana de Venezuela
- Universidad Católica Andrés Bello
- Universidad de las Américas
- Universidad Tecnológica Nacional (Facultad Regional Córdoba).
- Universidad Centroamericana
- Universidad de Guadalajara (CUCEI)
- Universidad Alberto Hurtado

## Plataformas admitidas

### Firefox Móvil

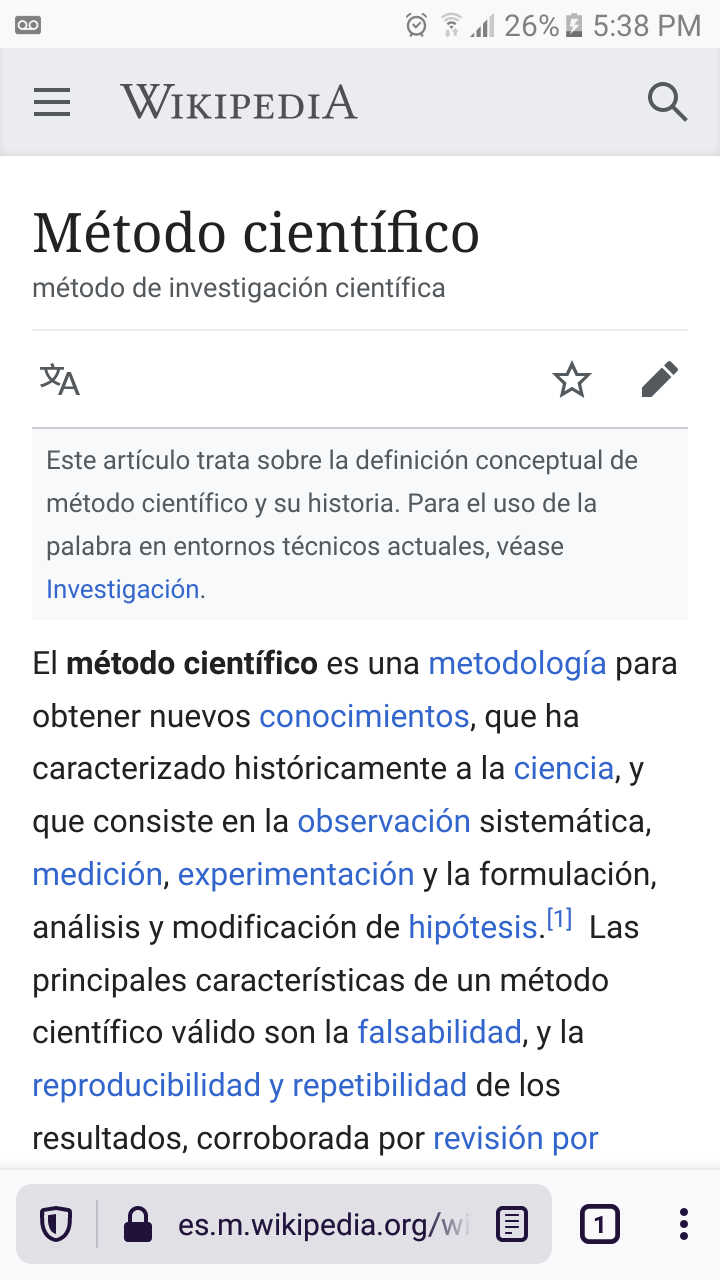
Captura de Firefox para Android versión 84.

Alternativamente existe una versión del navegador para teléfonos móviles y tabletas. Inicialmente, llamado en clave Fennec, fue lanzado para el sistema operativo Maemo de Nokia (concretamente para el Nokia N900) el 28 de enero de 2010. En paralelo con Maemo, se lanzó una nueva versión (4.0) para Android el 29 de marzo de 2011. También tuvo versiones para Windows CE, sistema operativo antecesor del Windows Mobile, aunque nunca llegó a finalizarse.
La política de lanzamiento de versiones es la misma desde la versión 4, donde usa el mismo motor de renderizado para el escritorio. La interfaz de usuario ha sufrido rediseños desde PDAs hasta móviles multitáctiles. Incluye la llamada Awesomebar, navegación por pestañas, extensiones, gestor de contraseñas, reconocimiento de la ubicación, y la capacidad de sincronizar los datos de usuario entre dispositivos a través de Firefox Sync.

#### Firefox OS
Aprovechando la potencia del renderizado Gecko, los desarrolladores publicaron su sistema operativo a base de plataformas HTML5. El navegador viene integrado, aunque es posible añadir aplicaciones en lugar de accesos directos.

### Firefox ESR
Extended Support Release son versiones con soporte extendido que se publican de forma independiente al calendario del ciclo acelerado. Las ESR reciben actualizaciones durante un periodo aproximado de 12 meses. Firefox 10 fue la primera versión con soporte extendido desde Firefox 3.6.

### Compatibilidad con plataformas de 64 bits
| Sistema operativo | Compatibilidad con 64 bits |
| ----------------- | -------------------------- |
| Windows           | Sí                         |
| macOS             | Sí                         |
| Linux             | Sí                         |

Hasta Firefox 3.6, el navegador no disponía de compilaciones de 64 bits. Sin embargo, existían compilaciones hechas por terceros para Windows. En Linux existían versiones basadas en 64 bits (por ejemplo para Novell-Suse Linux, Red Hat Linux, y Ubuntu Linux) además de las compilaciones nightly. Las compilaciones 64-bit donde Mozilla está trabajando es para Windows y Mac.
Las compilaciones 64-bit nightly para Mac OS X estuvieron disponibles a principios de abril de 2010 y para Windows para finales de mayo de 2010. En el caso último, se cree que será en el 2015 el lanzaminento oficial con la versión 37, para más adelante fusionarlo en una instalación universal.

### Versiones no oficiales
Han sido desarrollado diversos ports (proceso de adaptación del software de modo que pueda ser ejecutado en un entorno de escritorio diferente del que fuera diseñado originalmente), incluyendo RISC OS. La última versión de Firefox publicada en RISC OS en la web de RISCOS fue la 2.0.
Otras versiones son Pale Moon, Waterfox, LibreWolf, Camino, Iceweasel, SeaMonkey, GNU IceCat, Swiftfox y TenFourFox (derivado de Firefox 4 para Mac OS X 10.4 (Tiger) PPC). Una versión portátil para Windows o con GNU/Linux bajo Wine es Firefox Portable, disponible tanto en estable como ESR, desarrollado para la suite de aplicaciones PortableApps.com, una de las pocas opciones licenciadas por Mozilla.

## Requisitos del sistema
El navegador puede ejecutarse en múltiples sistemas operativos mediante compilaciones realizadas desde el código fuente de Firefox; sin embargo, las distribuciones oficiales son para los siguientes sistemas operativos:
- Para Microsoft Windows: 10 o superior. Oficialmente está disponible para la arquitectura x86.
- Para macOS: 10.15 o superior.
- Para Linux:
  - Con las siguientes bibliotecas instaladas: GTK2+ 2.10 o posterior, GLib 2.12 o posterior, Pango 1.14 o posterior, X.Org 1.0 o posterior, libstdc++ 4.3 o posterior.
  - En el caso de Ubuntu, se puede instalar desde el Centro de Software (Software Updater), en el repositorio oficial.
- Para el hardware son Pentium 4 o posteriores con soporte SSE2, 512 MiB RAM para la arquitectura x86 y 2 GiB RAM para la arquitectura x64. Se recomienda tener más de 200 MB de espacio libre en el disco duro.[124]

Notas complementarias:
- Firefox 3.5.9 es la última versión que funciona en HP-UX 11i, realizado por Hewlett-Packard.[125]
- Firefox 2.0 ha sido portado a RISC OS (es decir, no tiene soporte por Mozilla).[126][127][128][129]

| Sistema operativo                                  | Sistema operativo                                   | Última versión | Soporte   |
| -------------------------------------------------- | --------------------------------------------------- | -------------- | --------- |
| Microsoft Windows                                  | 10 / 11 Server 2016 / 2019 / 2022 / 2025            | 141.0.3        | Presente  |
| Microsoft Windows                                  | 7 / 8 / 8.1 Server 2008 R2 / 2012 / 2012 R2         | 115.26.0esr    | 2009–2025 |
| Microsoft Windows                                  | XP SP2+ / Vista Server 2003 SP1+ y R2 / Server 2008 | 52.9.0esr      | 2004–2018 |
| Microsoft Windows                                  | 2000 / XP RTM y SP1 Server 2003 RTM                 | 12.0           | 2004–2012 |
| Microsoft Windows                                  | NT 4.0 (IA-32) / 98 / Me                            | 2.0.0.20       | 2004–2008 |
| Microsoft Windows                                  | 95                                                  | 1.5.0.12       | 2004–2007 |
| macOS                                              | 10.15 – 15                                          | 141.0.3        | Presente  |
| macOS                                              | 10.12 – 10.14                                       | 115.26.0esr    | 2016–2025 |
| macOS                                              | 10.9 – 10.11                                        | 78.15.0esr     | 2013–2021 |
| macOS                                              | 10.6 – 10.8                                         | 48.0.2         | 2009–2016 |
| macOS                                              | 10.5 (IA-32 y x64)                                  | 16.0.2         | 2007–2012 |
| macOS                                              | 10.4 (IA-32 y PPC) – 10.5 (PPC)                     | 3.6.28         | 2005–2012 |
| macOS                                              | 10.2 – 10.3                                         | 2.0.0.20       | 2004–2008 |
| macOS                                              | 10.0 – 10.1                                         | 1.0.8          | 2004–2006 |
| Distribuciones GNU/Linux (con algunas bibliotecas) | Distribuciones GNU/Linux (con algunas bibliotecas)  | 141.0.3        | Presente  |

### Arquitecturas compatibles
El motor Gecko en el cual se basa Firefox es compatible con diversas arquitecturas y plataformas. El desarrollo del navegador se centra en las versiones para GNU/Linux (arquitecturas x86 y x86-64), Windows (x86, x86-64) y macOS (x86, x86-64 y PPC).
Existen otras plataformas que cuentan con algunos desarrolladores y contribuyentes activos, aunque la mayor parte del desarrollo no se enfoca a los problemas, como son Maemo, mantenida por Stuart Parmenter, Android (ARM), gestionada por Michael Wu y la versión x86-64 de Windows. Firefox también está disponible para otras plataformas, pero tienen una baja actividad por parte de los desarrolladores, aunque existen soluciones contribuidas por terceros. Entre ellas encontramos: diversas plataformas de Linux mantenidas por distros; las plataformas x86 y SPARC de OpenSolaris/Solaris mantenidas por Simon.Jin y Ginn.Chen; el sistema operativo OS/2 gestionado por Rich Walsh, Dave Yeo, Walter Meinl, y Peter Weilbacher; AIX en su versión 4.3; FreeBSD; NetBSD; OpenBSD; ps2linux; BSDi de la rama 4.x; HP-UX versiones 10.x y 11.x; IRIX 6.x; OSF1 5.x; Darwin/X11 (mantenida por Jeremy Huddleston) y una versión win32 (x86) gestionada por Chris Seawood (algunas características están desactivadas debido a que requieren MS COM o porque el proyecto w32api no necesita de las APIs de Windows). Otros sistemas operativos en los cuales es posible ejecutar Firefox son: AIX, BSD, Amiga, BeOS, eComStation, HP/UX, IRIX, RISC OS, OpenVMS.

### Versiones antiguas
Firefox 1.5.0.12 es la última versión que funciona en Windows 95. Algunos usuarios informaron que las versiones 1.x eran operables (pero no instalables) en Windows NT 3.51.
Firefox 2.0.0.14 es la última versión que funciona bajo OS/2 Warp 3. Las versiones más recientes de Firefox requieren la versión libc 0.6.3 basado en la biblioteca de GCC (libc 0.6.2 y posterior requieren Warp 4).
Firefox 2.0.0.20 es la última para Windows 98, Windows Me y Windows NT 4.0, aunque puede ejecutarse en Windows 95 y Windows NT 3.51 usando ajustes (estas versiones/ramas no tienen soporte por Mozilla). De manera no oficial, una utilidad llamada KernelEx permite ejecutar las versiones Firefox 3.x sobre Windows 98 y Windows Me (estas versiones/ramas no tienen soporte por Mozilla).
Firefox 3.6.28 es la última versión que funciona en Mac OS X 10.4 (Tiger) y también para Mac PowerPC con Mac OS X 10.5 (Leopard).
Firefox 12.0 es la última versión compatible con Windows 2000, Windows XP RTM/SP1 y Windows Server 2003 RTM (sin Service Pack instalado). Windows XP SP2 es el requisito mínimo para Firefox 13.0 y versiones posteriores.
Firefox 16.0.2 es la última versión compatible con Mac de Intel con Mac OS X 10.5 (Leopard).
Firefox 48.0.2 es la última versión compatible con Mac OS X 10.6 (Snow Leopard), 10.7 (Lion) y 10.8 (Mountain Lion).
Firefox 52.9.0esr (extended support release) es la última versión compatible con Windows XP SP2/SP3, Windows Vista, Windows Server 2003 SP1/SP2 y R2, y Windows Server 2008.
Firefox 78.15.0esr (extended support release) es la última versión compatible con OS X 10.9 (Mavericks), 10.10 (Yosemite) y 10.11 (El Capitan).
Firefox 115.20.0esr (extended support release) es la última versión compatible con Windows 7, 8 y 8.1, y macOS 10.12 (Sierra), 10.13 (High Sierra) y 10.14 (Mojave).

## Competencia

### Google
La relación de la Corporación Mozilla con Google ha sido advertida en los medios de comunicación, especialmente en lo que respecta a un acuerdo de remisión entre ambas. En particular, el lanzamiento de la protección anti-phishing en Firefox 2 planteó una considerable controversia: La protección antiphishing, activada por defecto, se basa en una lista actualizada dos veces por hora, que es descargada al computador del usuario desde el servidor de Google. El usuario no puede cambiar el proveedor de estos datos desde la interfaz gráfica y no está informado de cuál es el proveedor predeterminado. El navegador también envía la cookie de Google con cada solicitud de actualización. La Fundación Mozilla ha agregado una característica de seguridad adicional explícitamente opcional. Esta característica antiphishing provee protección continua verificando cada sitio web visitado con Google. Algunos grupos de defensa de la privacidad en Internet han expresado su preocupación en torno a los posibles usos de estos datos por parte de Google, aunque en la política de privacidad de Firefox se afirma que Google no puede utilizar información personal para ningún fin que no sea la función anti-phishing. Recientemente Firefox anunció que en enero del 2021 lanzará una nueva actualización para evitar el rastreo a los usuarios a través de cookies, caché de fotos y otros métodos.
En 2005 la Fundación Mozilla y la Corporación Mozilla obtuvieron ingresos combinados de 52,9 millones de dólares, con aproximadamente el 95% derivado de las regalías de motores de búsqueda. En 2006 la Fundación Mozilla y la Corporación Mozilla obtuvieron ingresos combinados de 66,9 millones de dólares, con aproximadamente el 90% derivado de las regalías de motores de búsqueda. En 2007, la Fundación Mozilla y la Corporación Mozilla obtienen unos ingresos combinados de 81 millones de dólares, un 88% de esta suma (66 millones de dólares) provienen de Google. En 2008, ambas organizaciones de Mozilla tienen unos ingresos de 78,6 millones de dólares, un 91% proviene de Google. Para 2009, Mozilla obtiene 104 millones de dólares en ingresos, un 28% más que el año anterior, de los cuales un 86% provenía de Google. En 2010 obtuvo 123 millones de dólares, un 18% más que el año anterior, aportando Google el 84% de dicha cantidad.

### Microsoft
El jefe de operaciones de la división australiana de Microsoft, Steve Vamos, declaró a finales de 2004 que no veía a Firefox como una amenaza y que no había una demanda significativa entre los usuarios de su empresa por sus características. El fundador de la empresa, Bill Gates, que por entonces ya había usado el navegador de Mozilla, comentó que «es solo otro navegador, [Internet Explorer] es mejor».
En una presentación de Microsoft SEC el 30 de junio de 2005 se reconoció que «los competidores como Mozilla ofrecen software que compite con Internet Explorer, de acuerdo con la capacidad de navegar por la web en el sistema operativo Windows». La versión Internet Explorer 7 (IE7) fue publicada rápidamente incluyendo nuevas funcionalidades, aunque algunas de ellas ya estaban presentes en otros navegadores, como la navegación por pestañas y soporte para RSS.
A pesar de la fría recepción por parte de la directiva de Microsoft, el equipo de desarrollo de Internet Explorer mantiene relaciones con Mozilla. Se reúnen regularmente para discutir estándares web, como la validación de certificados extendidos.
En agosto de 2006, Microsoft se ofreció a ayudar a integrar Firefox en Windows Vista y Mozilla aceptó. Para octubre de ese mismo año, debido al éxito que tuvo Firefox 2, el equipo de desarrollo de IE7 envió un pastel de felicitación a Mozilla. A raíz de la rivalidad entre los diferentes navegadores, algunos lectores bromearon sobre que dicho pastel estaba envenenado, mientras que otros sugerían que Mozilla también les enviase uno, pero adjuntando la receta, en alusión al uso del software libre. Repitieron el gesto tras la exitosa publicación Firefox 3 el día 17 de junio de 2008 y enviaron un tercero con motivo del lanzamiento de la cuarta versión, el 22 de marzo de 2011.

### Yahoo
La estadounidense Yahoo! había desarrollado una extensión para navegadores web móviles y de escritorio llamada Axis, lo que generó controversia acerca de su seguridad. En 2014, después de Mozilla se tuviera un contrato de exclusividad con Google, la multinacional de Sunnyvale consiguió reemplazarlo con los derechos de búsqueda para el sector estadounidense. Desde la versión 33, la compañía ha promocionado a Firefox desde su portal web.

## Premios
- About.com Readers' Choice Awards: Best Major Desktop Browser, 2013[188]
- Tom's Hardware WBGP 9, febrero de 2012[189]
- Tom's Hardware WBGP 8, enero de 2012[190]
- Tom's Hardware WBGP 7, septiembre de 2011[191]
- CNET Editors' Choice, marzo de 2011[192]
- CNET Top 10 Mac Downloads, diciembre de 2010[193]
- Webware 100 winner, mayo de 2009[194]
- LinuxQuestions.org Members Choice Awards, febrero de 2009[195]
- PC Magazine Editors' Choice, junio de 2008[196]
- CNET Editors' Choice, junio de 2008[197]
- PC World 100 Best Products of 2008, mayo de 2008[198]
- Webware 100 winner, abril de 2008[199]
- Webware 100 winner, junio de 2007[200]
- PC World 100 Best Products of 2007, mayo de 2007[201]
- PC magazine editors' choice, octubre de 2006[202]
- CNET editors' choice, octubre de 2006[203]
- PC World's 100 Best Products of 2006, julio de 2006[204]
- PC Magazine Software and Development Tools Award, enero de 2006[205]
- PC Magazine Best of the Year Award, diciembre de 2005[206]
- PC Pro Real World Award (Mozilla Foundation), diciembre de 2005[207]
- CNET Editors' Choice, noviembre de 2005[208]
- UK Usability Professionals' Association Best Software Award, noviembre de 2005[209]
- Macworld Editor's Choice with a 4.5 Mice Rating, noviembre de 2005[210]
- Softpedia User’s Choice Award, septiembre de 2005[211]
- TUX 2005 Readers' Choice Award, septiembre de 2005[212]
- PC World Product of the Year, junio de 2005[213]
- Forbes Best of the Web, mayo de 2005[214]
- PC Magazine Editor’s Choice Award, mayo de 2005[215]